# Alexander Gruszynski
Alexander A. Gruszynski (* 19. Juni 1950 in Warschau, Polen) ist ein polnischer Kameramann und Filmregisseur.

## Leben
Alexander Gruszynski wurde als Sohn der promovierten Neurologin Zofia Gruszynski und eines Poeten und Autors in Warschau geboren. Nachdem er seinen Schulabschluss am Warschauer Zamoyski Gymnasium gemacht hatte, zog er mit der Mutter, die eine Stelle am Kopenhagener Panum Institute erhielt, nach Dänemark, wo er nach seinem ersten Studium an der Universität Kopenhagen nochmals Kamera an der Den Danske Filmskole studierte. Nachdem er mit der Dokumentation Your Neighbor's Son erstmals eigenverantwortlich als Kameramann gearbeitet hatte, wurde er bereits 1978 für seine erste Spielfilmarbeit mit dem Ehren-Bodil bedacht.
Gruszynski wanderte 1985 in die Vereinigten Staaten aus, wo er unter anderem mehrere Jahre als Kameramann für Andrew Fleming arbeitete und für ihn Filme wie Einsam Zweisam Dreisam, Der Hexenclub, Ich liebe Dick und Ein ungleiches Paar drehte.
Gruszynski ist seit Mai 1990 mit der US-amerikanischen Filmproduzentin Ellen Harper Collett verheiratet.

## Filmografie (Auswahl)
- 1976: Your Neighbor's Son
- 1977: Jenny
- 1980: Nächste Station Paradies (Næste stop paradis)
- 1981: Belladonna
- 1982: Deines Nachbarn Sohn (Din Nabos Son)
- 1984: Tödliche Wüste (The Oasis)
- 1985: … und fanden keinen Ausweg mehr (Surviving)
- 1985: Ich muß sie töten (Murder: By Reason of Insanity)
- 1985: Nichts wie weg (Almost You)
- 1986: Black and White (A Fight for Jenny)
- 1986: Der Babysittermörder (Twisted)
- 1987: Im Angesicht des Richters (The Last Innocent Man)
- 1987: Gelobtes Land (Promised Land)
- 1987: Under Cover – Ein Bulle will Rache (Undercover)
- 1988: Vision der Dunkelheit (Bad Dreams)
- 1989: Tote lieben besser (Third Degree Burn)
- 1990: Condition Red (By Dawn’s Early Light)
- 1990: Tremors – Im Land der Raketenwürmer (Tremors)
- 1991: Hexenjagd in L.A. (Cast a Deadly Spell)
- 1991: Stone Cold – Kalt wie Stein (Stone Cold)
- 1993: Die Rußlandaffäre (Den russiske sangerinde)
- 1994: Der Pagemaster – Richies fantastische Reise (The Pagemaster)
- 1994: Einsam Zweisam Dreisam (Threesome)
- 1994: Life Is Trouble (I Like It Like That)
- 1995: Angus – voll cool (Angus)
- 1995: Kingfish (Kingfish: A Story of Huey P. Long)
- 1996: Der Hexenclub (The Craft)
- 1996: Maximum Risk
- 1998: Studio 54 (54)
- 1999: Ich liebe Dick (Dick)
- 2001: Die 10 Regeln der Liebe (Two Can Play That Game)
- 2001: The Brothers – Auf der Suche nach der Frau des Lebens (The Brothers)
- 2003: Ein ungleiches Paar (The In-Laws)
- 2005: The Foreigner: Black Dawn (Black Dawn)
- 2006: Five Fingers
- 2007: Nancy Drew – Girl Detective (Nancy Drew)
- 2007: This Christmas
- 2008: Hamlet 2
- 2009: Mankells Wallander – Rache (Wallander: Hämnden)
- 2010: Gekidnappt (Kidnappet)
- 2014: Barfuß ins Glück (Barefoot)
- 2018: Ideal Home

## Auszeichnungen
Independent Spirit Awards
- 1995: Nominierung für die Beste Kamera von Life Is Trouble

Bodil
- 1978: Auszeichnung des Æres-Bodil für seine Kameraarbeit an Jenny